# Laboratorio Draper
El Laboratorio Draper es una organización estadounidense sin ánimo de lucro dedicada a la investigación y el desarrollo en Cambridge, Massachusetts. El Draper se centra en el diseño, el desarrollo, y el despliegue de soluciones tecnológicamente avanzadas para problemas de seguridad nacional, exploración espacial, de la salud y energéticos.
Fue fundada originalmente como el MIT Instrumentation Laboratory por el Dr. Charles Stark Draper en 1932. En 1973 el laboratorio se escindió del MIT para convertirse en una organización independiente sin ánimo de lucro.
El ámbito del Draper incluye áreas como los sistemas y tecnologías de control, navegación y orientación; computación tolerante de fallos; soluciones software y algoritmos avanzados; simulación y modelado; y tecnologías modulares multichip y MEMS.

## Áreas de negocio
El Draper desempeña su trabajo en sistemas autónomos aéreos, terrestres, marinos y para el espacio; en la integración de la información; en redes de sensores distribuidas; munición de precisión guiada; ingeniería biomédica; defensa química/bacteriológica; y en la gestión y el modelado de sistemas energéticos. Cuando es propicio el negocio, el Draper trabaja con socios para llevar la tecnología a la producción comercial.
El laboratorio Draper está organizado en siete áreas de negocio:
- Sistemas estratégicos
- Sistemas espaciales
- Sistemas tácticos
- Programas especiales
- Sistemas biomédicos
- Vigilancia aérea e ISR (inteligencia, supervivencia y reconocimiento)
- Soluciones energéticas